# Bindjeng
Bindjeng est un village du département du Nkam au Cameroun. Situé dans l'arrondissement de Nkondjock, il est localisé sur la route qui lie Yabassi à Nkondjock. 

## Population et environnement
En 1967, le village de Bindjeng  avait 59 habitants dont 29 pour Bindjeng I et 30 pour Bindjeng II. La population est essentiellement composée des Bandem. La population de Bindjeng était de 327 habitants dont 174 hommes et 153 femmes, lors du recensement de 2005. 